# Civeta de palmera africana
La civeta de palmera africana (Nandinia binotata) és un petit mamífer carnívor del gènere monotípic Nandinia de la família Nandiniidae.

## Descripció
Es tracta d'un animal petit, amb potes curtes, orelles petites i una cua llarga i flexible, com la majoria de civetes. Pesa entre 1,7 i 2,1 quilos. El seu pelatge aspre i gruixut de color marró clar i amb taques marrons una mica més fosques, li permet camuflar-se a l'escorça rugosa dels arbres i a les ombres projectades per les fulles. La cua robusta i musculosa, que és generalment tan llarga com el cos, s'empra com a suport quan les potes davanteres estan sent utilitzats per subjectar una presa. Les potes tenen articulacions molt flexibles unides per capes gruixudes de teixit connectiu. Els dits i els palmells de les potes tenen coixins de color rosa sense pèl i una àrea de pell molt gruixuda, que actua com a plataforma quan les extremitats posteriors suporten el pes del cos. Els ulls són de color groc verdós i les pupil·les recorden una línia vertical.
Malgrat el seu aspecte, no és parent de la resta de civetes, les quals pertanyen a una altra família, els vivèrrids.

## Distribució i hàbitat
Viu a la majoria de zones boscoses de l'Àfrica oriental, encara que ocasionalment surt de la selva a la recerca de menjar. El seu refugi típic són els arbres, on passa la major part del seu temps.
Té una àmplia zona de distribució que inclou Angola, Benín, Burundi, Camerun, la Costa d'Ivori, el Gabon, Ghana, Guinea, Guinea Bissau, Guinea Equatorial, Kenya, Libèria, Malawi, Moçambic, Nigèria, República Centreafricana, República del Congo, República Democràtica del Congo, Ruanda, el Senegal, Sierra Leone, el Sudan del Sud, Tanzània, Togo, Uganda, Zàmbia i Zimbàbue.

## Comportament
Es tracta d'un animal nocturn i, generalment, solitari, que comença les seves activitats al vespre durant unes quatre hores, i més tard, unes hores abans de l'alba. L'únic moment en què no es troba sol, és quan la femella té cries. Les cries segueixen de prop la mare fins que s'acosten a la seva mida d'adult. Hi ha registres de parelles de mascles i femelles adults, però és poc probable que sigui un vincle durador. S'han vist grup de 12 a 15 individus atrets per petites àrees de bosc on els arbres fruiters eren abundants, però semblen agregacions temporals.
Produeixen nombroses olors i secrecions que utilitzen per a una varietat de propòsits. Entre el tercer i quart dits de cada peu tenen una bossa glandular que pot olorar un rastre. A la part inferior de l'abdomen s'estén una estreta escletxa que s'obre i conté unes glàndules odoríferes. Aquestes glàndules produeixen una secreció de color marró d'aroma molt fort.

## Dieta
Rosegadors, insectes, ous, carronya, ananàs, fruits caiguts, ocells i ratpenats frugívors són part de la seva dieta. Tot i que té uns gustos realment omnívors, no caça preses com aus i mamífers adults quan estan actius. En canvi, ataquen els nius i els galliners per aconseguir una presa fàcil. Els rosegadors, els insectes i els fruits caiguts els cerquen a nivell del sòl. També poden viatjar llargues distàncies fora de la selva a la recerca d'aliment.
Per alimentar-se subjecten el menjar amb les potes davanteres, i quan estan sobre les branques es retorcen sobre les potes del darrere amb una gran varietat de posicions, per aconseguir una base estable de manera que puguin utilitzar les potes davanteres per manipular els aliments. Les preses vives són subjectades ràpidament, i mortes amb una sèrie de mossegades ràpides i mortals. Els mamífers i les aus petites són empassades senceres. Tot i que mengen carn, són omnívors i la seva font més comuna d'aliments són els fruits.

## Reproducció
La reproducció té lloc dues vegades l'any amb dues èpoques de naixement, una al maig i l'altre a l'octubre. Aquests mesos es troben dins de l'estació de pluges i són seguits per períodes de sequera. Les cries neixen després d'un període de gestació de 64 dies en un refugi arbori que pot ser un forat d'una branca. Les ventrades són de fins a quatre cries, tot i que la mitjana és de dues.
La femella produeix llet de tantes mames com cries hi hagi, la qual cosa vol dir que cada cria s'alimenta d'una sola. Un fet interessant és que les cries ronquen com gatets quan succionen la llet. La pell que cobreix les glàndules mamàries produeix una secreció, que tenyeix la pell del ventre d'un color groc ataronjat brillant i cobreix a les cries. Pel que sembla, repel les propostes sexuals dels mascles i/o neutralitza els atacs als joves.

## Subespècies
S'han descrit quatre subespècies de civeta de palmera africana (Nandinia binotata):
- Nandinia binotata binotata
- Nandinia binotata arborea
- Nandinia binotata gerrardi
- Nandinia binotata intensa